# Giacomo Nini
Giacomo Nini foi um prelado católico romano que serviu como bispo de Potenza de 1506 a 1521.

## Biografia
No dia 7 de agosto de 1506, Giacomo Nini foi nomeado pelo Papa Júlio II como Bispo de Potenza. Serviu como Bispo de Potenza até à sua renúncia em 1521.